# كاميرون ستيوارت (فنان قصص مصورة)
كاميرون ستيوارت هو فنان قصص مصورة كندي، ولد في 1967 في تورونتو في كندا.

## وصلات خارجية
- الموقع الرسمي